# Guelfo Zamboni
Guelfo Zamboni (Santa Sofia, 22 oktober 1896 - Rome, 5 maart 1994) was een Italiaans diplomaat. Hij redde tijdens de Tweede Wereldoorlog als consul-generaal in Thessaloniki het leven van honderden Joden.

## Levensloop
Zamboni groeide op in Toscane. Hij was de jongste in een gezin van acht zoon. Zijn ouders overleden toen hij nog jong was. Van 1916 tot 1918 vocht hij als infanterist mee in de Eerste Wereldoorlog. Zamboni ontving een Bronzen medaille voor Dapperheid toen hij gevond raakte.
Na de oorlog studeerde Zamboni Economie en Handel. Hij vond na zijn studie werk bij het Italiaanse ministerie van Buitenlandse Zaken. Voorheen werkte daar vooral mensen van aristocratische afkomst, maar doordat Benito Mussolini de regels had versoepeld kregen ook mensen van lagere komaf, zoals Zamboni, een kans.
Zamboni eerste buitenlandse posten waren op de Italiaanse ambassades in Tirana en Helsinki. Van 1935 tot 1940 werkte hij als de rechterhand van de Italiaanse ambassadeur in Duitsland Bernardo Attolico. Daar leerde hij vloeiend Duits spreken. Hij had moeite met de toenaderingspolitiek die Italië hanteerde richting haar Duitse bondgenoot. In juli 1940 diende hij een formele klacht in bij Ernst von Weizsäcker toen de Duitsers havens en vliegenvelden eiste in Frans Marokko. Mussoloni zag dat als een bedreiging voor zijn plannen om Algerije te annexeren wanneer de oorlog voorbij zou zijn. Von Weizsäcker reageerde dat Duitsland haar interesse in Frans Marokko niet opgaf, maar bereid was om Italiaanse bases in Algerije te accepteren.
Vanuit Duitsland vertrok Zamboni in 1940 naar Tirana. In 1941 werd hij aangesteld als consul-generaal in de Griekse stad Thessaloniki. Griekenland was intussen bezet door Duitsland. Met meer dan vijftigduizend Joden telde Thessaloniki de grootste Joodse gemeenschap van het hele land. De Duitsers hadden alle consulaten gesloten, met uitzondering van dat van hun bondgenoot Italië. Dit betekende dat veel Joden die in de verdrukking waren toenadering zochten tot Zamboni in de hoop dat hij kon helpen.
Het eerste transport naar Auschwitz vanuit Thessaloniki vertrok op 15 maart 1943. In de maanden daarna volgde bijna de gehele Joodse bevolking van Thessaloniki. Zamboni deed navraag naar hun lot. Aanvankelijk kreeg hij te horen dat de Joden in Polen tewerkgesteld werden, maar Zamboni ontdekte dat de meesten snel na afkomst werden afgemaakt. Zamboni kreeg medelijden en besloot alles te doen wat in zijn vermogen lag om de joden te redden. Zo deelde hij bijna driehonderd voorlopige bewijzen van Italiaans staatsburgerschap uit aan Joden die vaak niet eens Italiaans spraken, noch een link hadden met Italië. Meestal werd geclaimd dat ze verre Italiaanse verwanten hadden.
SS-Hauptsturmfuher Dieter Wisliceny, een van de personen belast met de Jodentransporten, bekritiseerde Zamboni vanwege het bedonderen van de boel, maar liet het wel begaan. Hij geloofde dat Zamboni was omgekocht. Zamboni keerde op 18 juni 1943 terug naar Rome. Zijn werk werd voortgezet door zijn opvolger Giuseppe Castruccio. Deze regelde ook een trein voor de Joden met Italiaanse paspoorten naar Athene, dat in de Italiaanse zone lag.
Na de oorlog stond Zamboni aan het hoofd van de diplomatieke posten in Irak en Thailand. Hij ging in 1963 met pensioen en verdween daarna in de anonimiteit. Daar kwam een einde aan toen hij in 1992 door het Israëlische Holocaustcentrum Yad Vashem de eretitel Rechtvaardige onder de Volkeren ontving. 